# Especialitat tradicional garantida

Logotip europeu de l'especialitat tradicional garantida

Una especialitat tradicional garantida (ETG) és una certificació d'un producte agrícola i alimentari que s'ha obtingut a partir de matèries primeres tradicionals, té una composició tradicional o s'ha obtingut mitjançant un mètode de producció o transformació tradicional.
La certificació està regulada pel Reglament (CE) 2082/92 de la Unió Europea i el control és a càrrec d'una agrupació de productors. A diferència de la denominació d'origen protegida o la indicació geogràfica protegida, l'especialitat tradicional garantida no fa referència a l'origen i, per tant, pot ser elaborat a qualsevol estat membre.
Els productes que es poden certificar com a ETG són:
- Cervesa.
- Xocolata i altres aliments amb cacau.
- Pastisseria, rebosteria i pastes de farina.
- Plats compostos.
- Salses preparades
- Brous
- Begudes a base d'extractes de plantes
- Gelats i sorbets

Alguns dels productes registrats actualment a Catalunya com a ETG són:
- Panellets
- Pernil serrà